# 베틴가

베틴 가(Haus Wettin)는 800여 년 동안 오늘날의 작센을 비롯한 독일의 여러 왕후들, 그리고 유럽의 왕가들을 배출했다.

## 알베르트 계와 에른스트 계
16세기가 되어 알베르트 계와 에른스트 계가 갈라졌다. 알베르트계는 1547년부터 1918년까지 작센 선제후령 및 작센 왕국의 군주를 배출했으며, 1697년부터 1763년까지 폴란드 국왕을 겸했다.
에른스트계는 1547년까지 작센 선제후 지위를 차지하고 있었으나 슈말칼덴 전쟁 이후 현재의 튀링엔 지방에서 몇 개의 공국으로 갈라졌다. 1826년이 되어 작센바이마르아이제나흐, 작센마이닝겐, 작센알텐부르크, 작센코부르크고타의 4공가로 정리되었다(작센 공작령 참조).
이들은 모두 1918년에 폐위되었다.

## 작센코부르크고타 가
이 중 가장 유명한 계열은 작센코부르크고타 가로, 그들은 현재의 영국과 벨기에, 과거의 포르투갈, 불가리아의 왕실을 배출했다.
게다가 현재 베틴가 전체 중에서 가장 후손이 많기도 하다.